# لويس برو
لويس برو (بالإسبانية: Luis Bru)‏ (مواليد 19 أكتوبر 1907) هو ملاكم إسباني، مثّل بلاده في الألعاب الأولمبية الصيفية 1924.

## روابط خارجية
لويس برو على موقع أوليمبيديا (الإنجليزية)